# Mathilde Einzig
Mathilde Einzig, verh. Brandeis (* 13. Februar 1886 in Frankfurt am Main; † 1. Januar 1963 ebenda) war eine deutsche Schauspielerin jüdischen Glaubens.

## Leben
Mathilde Einzig war die Tochter von Leopold und Rosalie Einzig und entstammt einer alten jüdischen Familie aus Frankfurt. Ihr Vater war erster Konzertmeister der Oper Frankfurt. Sie war Schülerin am Philanthropin. Bereits in ihrer Schulzeit wuchs in ihr der Wunsch, Schauspielerin zu werden. Damals leitete Intendant Emil Claar das Schauspiel Frankfurt. Im Alter von 16 Jahren sprach sie bei ihm vor und bekam 1902 vorerst kleinere Rollen an der Oper und am Schauspiel, ab 1908 auch größere. Einzig lernte in ihrer Zeit am Schauspielhaus bei Max Bayrhammer und der Schauspielerin Thessa Klinkhammer und war mit Toni Impekoven befreundet. So eignete sie sich Fähigkeiten als Regisseurin und Lehrerin an, so dass sie 1930 bei ihrem 25-jährigen Bühnenjubiläum in einer Aufführung von Sturm im Wasserglas auf eine erfolgreiche Karriere zurückblicken konnte. Seit 1919 lehrte sie an der von ihr mitbegründeten Frankfurter Schauspielschule. Als Schauspielerin spielte sie vor allem als  Charakterdarstellerin und wurde vor allem in Mutterrollen, als Komische Alte und Interpretin in Frankfurter Mundart beim Publikum bekannt und beliebt. 1931 führte sie Regie bei der Theateraufführung von „Emil und die Detektive“, sowie beim Frankfurter Volksstück „Alt-Frankfurt“ des Schriftstellers Adolf Stoltze. 
Bei den ersten Römerberg-Festspielen im Sommer 1932 spielte sie in Alwin Kronachers Inszenierung des Urgötz die Elisabeth, an der Seite von Heinrich George, sowie die Rolle von Klärchens Mutter in Egmont.  Nach der nationalsozialistischen Machtübernahme, die sich in Frankfurt am 13. März 1933 vollzog, begann umgehend die Gleichschaltung der Städtischen Bühnen. Die Intendanten von Oper und Schauspiel, Josef Turnau und Alwin Kronacher, Generalmusikdirektor Hans-Wilhelm Steinberg und Oberspielleiter Fritz Peter Buch wurden am 28. März entlassen. Am 7. April folgten 17 Sänger und Schauspieler, die auf einer Liste der NSBO als „Juden, Halbjuden oder politisch Unzuverlässige“ denunziert und für unerwünscht erklärt worden waren. 
Obwohl Einzig selbst Jüdin war, wurde sie zunächst nicht entlassen, weil sie dem Ensemble schon vor 1914 angehört hatte. Trotzdem bereiteten sie und ihre Familie sich auf eine schnelle Ausreise vor. In der Wiederaufnahme von Egmont zu den Römerberg-Festspielen 1933 durfte sie nicht mehr auftreten. Am 7. August 1933 schied sie gegen eine Abfindung von 5000 Reichsmark freiwillig aus und ging anschließend in die Schweiz. 1934 emigrierte die Familie nach Palästina. Nach dem Krieg kehrte sie 1947 nach Europa zurück. Zunächst lebte sie in London, später in Luzern, und arbeitete wieder als Schauspielerin. 1949 gastierte sie erstmals wieder im Frankfurter Schauspiel und knüpfte als Frau Funk in Alt-Frankfurt an frühere Erfolge an. 1952 spielte sie im Fritz Rémond Theater die Gudula Rothschild in Die fünf Frankfurter. 1957 kehrte sie ganz nach Frankfurt zurück und wohnte dort bis zu ihrem Tod. Bei ihrer Rückkehr erhielt sie die Ehrenmitgliedschaft der Städtischen Bühnen für ihre Leistungen für das Frankfurter Theaterleben des frühen 20. Jahrhunderts.

### Werdegang
An Mathilde Einzigs Werdegang lässt sich die Emanzipation der Frauen im Schauspiel zu Beginn des 20. Jahrhunderts nachvollziehen. Sie war eine selbstbewusste Schauspielerin, welche Regie führte und eine professionelle Lehre erhielt und diese auch weitergab. Auch sieht man an ihr die Integriertheit der jüdischen Bürgerinnen und Bürger Frankfurts in den städtischen Kulturbetrieb vom späten 19. Jahrhundert bis 1933.